# Schauinsland-Reisen-Arena
Schauinsland-Reisen-Arena (do 2010 MSV Arena) – stadion w Duisburgu (Niemcy), na którym swoje mecze rozgrywa drużyna MSV Duisburg.